# Dolichoglottis
Dolichoglottis é um género botânico pertencente à família Asteraceae.